# 6616-os mellékút (Magyarország)
A 6616-os számú mellékút egy több mint harminc kilométer hosszú, négy számjegyű országos közút Somogy vármegyében. Legfontosabb szerepe, hogy Kadarkút városa számára biztosít közúti összeköttetést a 61-es és 68-as főutakkal.

## Nyomvonala
A 61-es főútból ágazik ki, annak a 128+3600-as kilométerszelvénye közelében, abból a körforgalomból, ahol a 610-es főút Kaposvár központját nyugat felé elhagyva beletorkollik a 61-esbe. Közigazgatásilag Kaposfő területén indul, dél felé, de alig 100 méter után keresztezi a Kapost és egyúttal átlép Bárdudvarnok területére, ahol délnyugati irányba fordul.
300 méter után kiágazik belőle kelet felé egy bekötőút Mihálypuszta felé, majd ismét kicsit délebbi irányt vesz. 2,2 kilométer után éri el Bárdudvarnok központjának házait, 2,4 kilométer után kiágazik belőle délkelet felé a 66 152-es út: ez vezet végig a település lakott területén, majd onnan még tovább Kaposszentbenedek településrészre. A 3. kilométere táján áthalad Bárdibükk településrészen, majd elhagyja a belterületeket, ezután ismét déli, majd 4,2 kilométer után újra délnyugati irányban. 6,8 kilométer után a 66 168-as út válik ki belőle, délkelet felé, ez Lipótfa, majd Bánya településrészekre vezet és utóbbi déli részében ér véget, bő 5 kilométer után. A 8. kilométerétől egy bekötőút indul nyugat-északnyugat felé Csermányihegy településrész felé, a 9,200-9,800-as kilométerszelvényei között pedig Nagypuszta községrészen halad át.
Kevéssel a 11. kilométere előtt éri el Kadarkút határát, továbbra is délnyugatnak haladva, majd mielőtt elérné a lakott terület északi szélét, a 14,150-es kilométerszelvénye táján beletorkollik a 6618-as út, 20,4 kilométer megtétele után; ott egyúttal délnek fordul és pár lépés után belép a kisváros házai közé. A központig Kossuth Lajos utca a neve (közben 14,4 kilométer után kiágazik belőle nyugat felé a kadarkúti repülőtérre vezető bekötőút), majd egy elágazáshoz ér. Egyenes folytatása dél felé a 6607-es útszámot viseli, amely kilométer-számozás tekintetében itt ér véget, 26,9 kilométer után; a 6616-os pedig nyugatnak folytatódik, Árpád utca néven. 16,6 kilométer után lép ki a belterületről.
18,3 kilométer után lépi át Mike település határvonalát, 21,6 kilométer után pedig eléri a lakott területét, ahol északnyugatnak fordul, Kossuth utca néven. 24,1 kilométer után érkezik Mike, Lábod és Nagykorpád hármashatárához, annak közelében halad el, de utóbbi település területét nem érinti. Innen nyugat felé folytatódik, immár a Nagyatádi járásban, lábodi területen. Erről az útszakaszról lekanyarodva érhető el, egy körülbelül 2,3 kilométer hosszú földúton dél felé a Petesmalmi Vidrapark (az elágazást tábla jelzi). A 26,850-es kilométerszelvényénél egy elágazáshoz ér: észak felől beletorkollik a Nagybajomtól idáig húzódó 6619-es út, 19,4 kilométer megtétele után, a 6616-os pedig délnek fordul. Lábod legészakibb házai között, Kossuth utca néven torkollik bele a 68-as főútba, annak 29+650-es kilométerszelvényénél, és ott véget is ér.
Teljes hossza, az országos közutak térképes nyilvántartását szolgáló kira.gov.hu adatbázisa szerint 31,652 kilométer.

## Települések az út mentén
- (Kaposfő)
- Bárdudvarnok
- Kadarkút
- Mike
- Lábod

## Története
1934-ben a kereskedelem- és közlekedésügyi miniszter 70 846/1934. számú rendelete a Kadarkút északi felét átszelő, mintegy 1 kilométeres szakaszát harmadrendű főúttá nyilvánította, a Szigetvár-Nagybajom közti 645-ös főút részeként. Kadarkúttól Lábodig tartó szakaszát a rendelet alapján 1937-ben kiadott közlekedési térkép mellékúti minőségben kiépített útként tünteti fel, a Kadarkúttól északabbra húzódó szakaszt viszont mellékútként sem jelöli.